# Carex gaudichaudiana
Espèce
Classification phylogénétique
Carex gaudichaudiana est une espèce des plantes du genre Carex et de la famille des Cyperaceae.
Haut de 10 à 90 cm, on le trouve en abondance sur la côte est de l'Australie dans les lieux humides depuis le niveau de la mer jusqu'aux régions alpines. Il fleurit au printemps et en été.

## Illustration
- Photo

## Référence
- http://plantnet.rbgsyd.nsw.gov.au/cgi-bin/NSWfl.pl?page=nswfl&lvl=sp&name=Carex~gaudichaudiana